# Edit (Zeitschrift)
Edit ist eine 1993 in Leipzig gegründete Literaturzeitschrift, die sich als ein Magazin für junge, deutschsprachige Prosa, Lyrik, Essayistik und Kritik versteht. Sie nennt sich im Untertitel Papier für neue Texte.
Sie erscheint dreimal jährlich (März, Juli, November) und veröffentlicht literarische Texte von noch unbekannten wie auch von bereits etablierten Autoren sowie Rezensionen und Essays. Autoren wie Sibylle Berg, Uwe Tellkamp, Clemens Meyer, Georg Klein, Albert Ostermaier, Jan Peter Bremer, Saša Stanišić, Franziska Gerstenberg, Thomas Lang, Tobias Hülswitt und Julia Franck veröffentlichten bereits lange vor ihrem Durchbruch in Edit.
Neben deutschsprachiger Literatur stellt Edit in jeder Ausgabe auch fremdsprachige Literatur in Übersetzung vor. Im Bildteil werden die Arbeiten bildender Künstler vorgestellt.
2002 wurde Edit mit dem Calwer Hermann-Hesse-Preis für Literaturzeitschriften ausgezeichnet.
Seit 2012 schreibt die Zeitschrift einen Preis für literarische Essays aus. Bisherige Preisträger des Edit Essaypreises waren:
- 2012 Simone Schröder (1. Preis, für “Manchmal wie ein großer schwarzer Kasten”), Francis Nenik (2. Preis, für “Vom Wunder der doppelten Biografieführung”) und Bruno Preisendörfer (3. Preis, für “Zeitsprünge”)
- 2013 Noemi Schneider (1. Preis, für „Oh Boy, ich hasse Rot“) und Sebastian Koth (2. Preis, für „Du berührst die Erde, dass sie deine Zeugin werde“)
- 2016 Max Wallenhorst (1. Preis, für "Polyamory FAQ"), Pascal Richmann (2. Preis, für "Rauch der Welt") und Isabelle Lehn (3. Preis, für "Frühlingserwachen")
- 2017 Lilian Peter (1. Preis, für "Diebinnen im Paradies"), Juliane Zöllner (2. Preis, für "Brief an Demetriusz") und Jonas Mölzer (3. Preis, für "Virt. Reality/Transrealität")[2]
- 2019 wurden zwei Essaypreise vergeben an Sophia Eisenhut und Mazlum Nergiz sowie ein Radio-Essaypreis an Lisa Krusche.
- 2021 Mari Molle "Die Stunde zwischen Hund und Wolf"
- 2023 Pascal Tarris "The Age of Awkwardness"

Die derzeitige Redaktion besteht aus Giorgio Ferretti, Mari Molle, Linn Penelope Rieger, Theresa Luserke und Alexandra Zysset. Für die Gestaltung zeichnen Ann Richter und Pia Christmann von Studio Pandan verantwortlich.